# Prasinocyma dorsipunctata
Prasinocyma dorsipunctata là một loài bướm đêm trong họ Geometridae.